# 国家百年の計
国家百年の計(こっかひゃくねんのけい)もしくは国家百年の大計とは、国家における終身計画のことである。元々、人を育てるという思想であったが、それが転用されて、人を育てること以外の計画においても、国家百年の計という言葉が使われることがある。
元々、出典の管子においては「百年之計」ではなく「終身之計」であったが、この終身之計の部分が引用によって百年之計に置き換わり、「国家百年の計」と言われるようになった。なお、同古語に基づく四文字熟語に「一樹百穫」がある。

## 歴史上の使用例
- 太平洋戦争（大東亜戦争）- 永野修身による「皇国百年の大計」